# Come Back to Me (Liam Gallagher)
Come Back to Me è un brano musicale del cantautore britannico Liam Gallagher, decima traccia del primo album in studio As You Were, pubblicato il 6 ottobre 2017.

## Video musicale
Il videoclip, pubblicato il 23 novembre 2017, è stato diretto da Shane Meadows e girato al King Tut's Wah Wah Hut, club di Glasgow dove gli Oasis furono scoperti e scritturati da Alan McGee nel maggio 1993.